# کات‌اوت فیوز

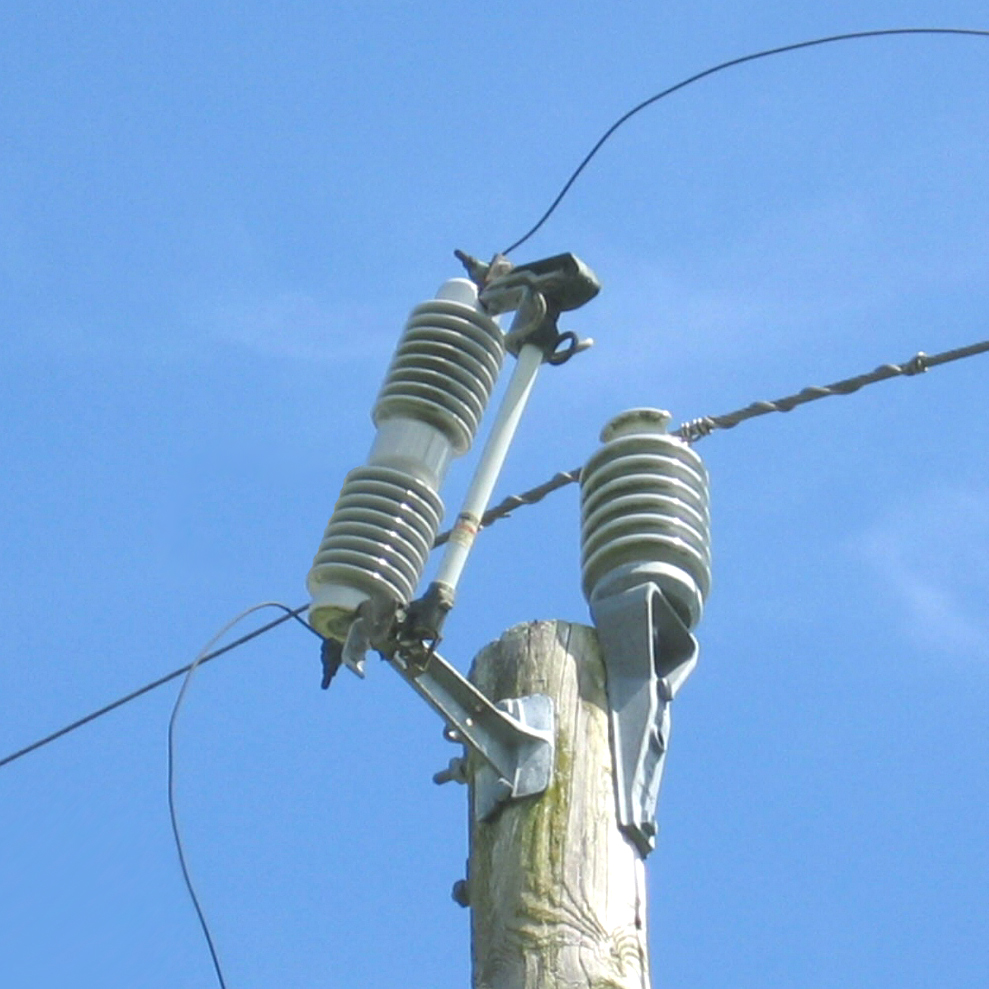
یک کات‌اوت فیوز (سمت چپ) که به یک خط فیدر متصل است (محل اتصال به خط در سمت راست نمایش داده نشده‌است). سیم پایینی به ترانسفورماتور متصل می‌شود.

یکی از وسایلی که در سیستم‌های توزیع انرژی الکتریکی برای جداکردن سریع بخش‌هایی که دچار خطا شده‌اند از سایر بخش‌های سیستم استفاده می‌شود کات‌اوت فیوز یا فیوز قطع‌کننده است. ترانسفورماتورهای توزیع غالباً از طریق یک کات‌اوت فیوز به خطوط اولیه متصل می‌شوند. در درون فیوز کات-اوت یک عنصر ذوب‌شونده وجود دارد که در هنگام بروز خطا ذوب شده و اتصال الکتریکی ترانسفورماتور را از خط قطع می‌کند و بدین وسیله مانع خسارت‌دیدن ترانسفورماتور و واردشدن خطا به مدارهای اولیه می‌شود — وارد شدن خطا به مدارهای اولیه ممکن است مشترکین و ترانسفورماتورهای دیگری را هم تحت تأثیر قرار دهد. این فیوزها همچنین برای جدا کردن مدارهای اولیهٔ دچار خطا یا اضافه‌بار از بقیهٔ قسمت‌های سالم مدار به کار می‌رود. کاربرد اصلی این فیوزها در حفاظت ترانسفورماتورها، بانک‌های خازنی و خط است.

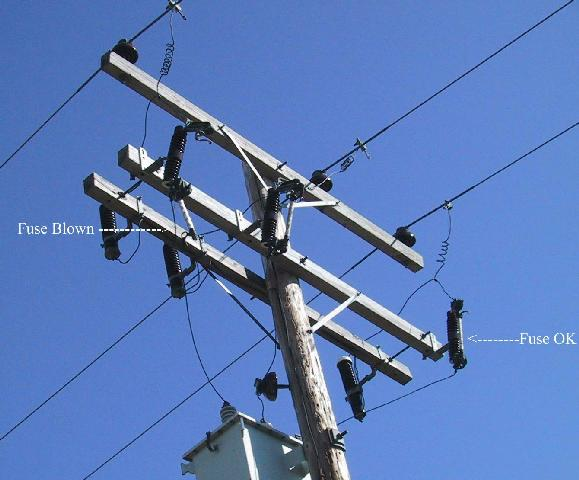
یک دست کات-اوت فیوز بالای تیر (برق) که برای حفاظت یک ترانسفورماتور 12.47 kV در یک خط توزیع استفاده شده‌اند. یکی از فیوزها باز شده و تیوب سفید آن در زیرش آویزان است.

امکان باز کردن کات‌اوت فیوز توسط مامورین خط از روی زمین و به وسیلهٔ چوبدست‌هایی عایق به نام هات‌استیک وجود دارد.
اگر سازوکارهای لازم در کات‌اوت فیوز در نظر گرفته شده باشد می‌توان از آن به عنوان یک سکشنلایزر در کنار مدارشکن‌های ریکلوزر استفاده کرد.